# Dorfkirche Maulbeerwalde

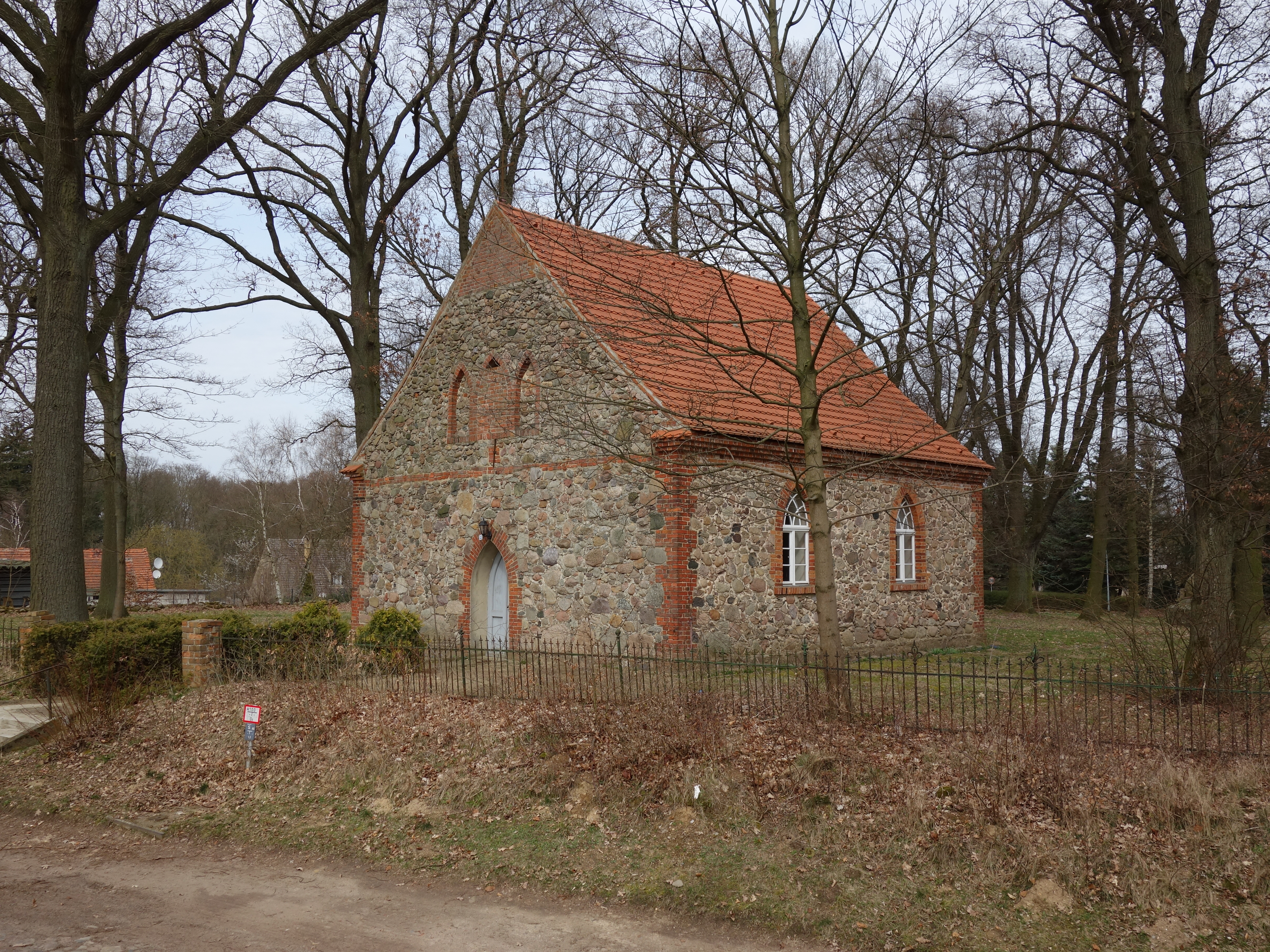
Dorfkirche Maulbeerwalde

Die evangelische, denkmalgeschützte Dorfkirche Maulbeerwalde, die Gutskirche des Gutshof, steht in Maulbeerwalde, einem Ortsteil der Gemeinde Heiligengrabe im Landkreis Ostprignitz-Ruppin in Brandenburg. Die Kirche gehört zum Kirchenkreis Prignitz der Evangelischen Kirche Berlin-Brandenburg-schlesische Oberlausitz.

## Beschreibung
Die Saalkirche wurde aus Mischmauerwerk um 1820 erbaut. Die Wände bestehen überwiegend aus Feldsteinen, die Ecken des mit einem Satteldach bedeckten Langhauses, das Gesims unter der Dachtraufe und die Gewände der Fenster und des Portals sind aus Backsteinen. 